# Беркхейм, Сигизмон-Фредерик де
Сигизмон-Фредерик де Беркейм (фр. Sigismond-Frédéric de Berckheim; 1775—1819) — французский военный деятель, дивизионный генерал (1813 год), барон (1810 год), участник революционных и наполеоновских войн. Имя генерала выбито на Триумфальной арке в Париже.

## Биография
Родился в семье капитана пехоты Филиппа де Беркейма (фр. Philippe Frédéric de Berckheim; 1732—1812) и его супруги Марии де Глаубиц (фр. Marie Octavie Louise de Glaubitz; 1750—1821). Происходил из аристократической семьи Эльзаса. Начал службу 12 мая 1789 года младшим лейтенантом пехотного полка Ла Марка (с 1 января 1791 года - 77-й пехотный полк). 15 сентября 1791 года был переведён в 44-й пехотный полк. 8 апреля 1792 года получил звание лейтенанта. 11 октября 1794 года переведён в кавалерию и зачислен в 1-й конно-егерский полк. 30 января 1795 года поступил в Центральную школу общественных работ. 24 августа 1795 года продолжил службу 8-м конно-егерском полку. Служил с 1795 по 1797 годы в Рейнской армии. В октябре 1795 года назначен адъютантом генерала Дюверже, 6 сентября 1798 года — адъютантом генерала Ферино, 19 июня 1800 года — адъютантом генерала Плозонна.
9 июля 1800 года Беркейм был произведён во временные капитаны и переведён во 2-й карабинерский полк. 29 мая 1802 года был утверждён в должности. 6 мая 1805 года стал конюшим Императора. 22 июля 1805 года был произведён в командиры эскадрона, и с 5 сентября 1805 года командовал эскадроном в 1-м кирасирском полку. В Австрийской кампании 1805 года отличился при Аустерлице. 9 мая 1806 года произведён в майоры этого же полка. 1 апреля 1807 года получил звание полковника и возглавил 1-й кирасирский. Служил во 2-й дивизии тяжёлой кавалерии. 17 марта 1808 года получил дотацию в 4000 франков с Рима. Отличился в ходе Австрийской кампании 1809 года при Эсслинге и Ваграме.
12 июля 1809 года дослужился до звания бригадного генерала. 21 июля 1809 года возглавил 10-ю бригаду лёгкой кавалерии в Итальянской армии. Однако уже 22 сентября вернулся к командованию тяжёлой кавалерией, и получил под своё начало 3-ю бригаду 1-й дивизии тяжёлой кавалерии. Служил на территории Германии. 18 марта 1811 года возглавил мобильную колонну по розыску уклонистов и дезертиров в 13-м военном округе. В апреле стал командиром 1-й бригады 1-й дивизии тяжёлой кавалерии.
25 декабря 1811 года был переведён в 3-ю дивизию тяжёлой кавалерии Думерка в качестве командира 1-й бригады (4-й кирасирский полк). Участвовал в Русской кампании 1812 года, отличился в сражениях при Полоцке и Березине. С 1 марта 1813 года командовал 1-й бригадой 1-й дивизии тяжёлой кавалерии 1-го кавалерийского корпуса. Сражался при Лютцене, Баутцене и Дрездене.
3 сентября 1813 года получил чин дивизионного генерала, и назначен командиром 1-й дивизии лёгкой кавалерии. Сражался при Лейпциге и Ханау. 24 декабря возглавил кавалерийскую дивизию из четырёх полков Почётной гвардии. 19 февраля 1814 года был назначен командиром кавалерийской дивизии 2-го кавалерийского корпуса, 4 марта — командир дивизии 1-го кавалерийского корпуса.
24 мая 1814 года назначен командующим департамента Верхний Рейн. Во время «Ста дней» присоединился к Наполеону и с 10 мая 1815 года командовал резервной дивизией Национальной гвардии под началом генерала Раппа. После второй реставрации вышел в отставку, и с 22 августа 1815 года по 5 сентября 1816 года был членом Палаты депутатов от Верхнего Рейна.
18 мая 1816 года женился в Париже на Элизабет Бартольди (фр. Elisabeth Marie Thérèse Bartholdi; 1788—1858).
С 1 июля 1818 года был генеральным инспектором кавалерии 5-го, 6-го и 18-го военных округов. 30 декабря 1818 года помещён в резерв Генерального штаба.
Умер 28 декабря 1819 года в Париже в возрасте 44 лет, и был похоронен на кладбище Пер-Лашез.

## Воинские звания
- Младший лейтенант (12 мая 1789 года);
- Лейтенант (8 апреля 1792 года);
- Капитан (9 июля 1800 года, утверждён 29 мая 1802 года);
- Командир эскадрона (22 июля 1805 года);
- Майор (9 мая 1806 года);
- Полковник (1 апреля 1807 года);
- Бригадный генерал (12 июля 1809 года);
- Дивизионный генерал (3 сентября 1813 года).

## Титулы

Герб барона

- Барон Беркейм и Империи (фр. baron Berckheim et de l'Empire; декрет от 19 марта 1808 года, патент подтверждён 9 марта 1810 года в Париже)[3][4].

## Награды
Легионер ордена Почётного легиона (29 марта 1805 года)
 Офицер ордена Почётного легиона (11 июля 1807 года)
 Коммандан ордена Почётного легиона (14 мая 1813 года)
 Кавалер военного ордена Святого Людовика (1 ноября 1814 года)